# Наші
Наші (англ. Nashi) — організація, яка протидіє торгівлі людьми шляхом підвищення обізнаності через освіту. Савелія Курніскі є президентом «Наші». 
Організація створила професійно-технічну школу у Львові, щоб навчати дівчат і жінок столярній справі, шиттю, обробці інформації та кулінарії, щоб вони могли не потрапити в пастку української мережі торгівлі людьми. «Наші» також заснували Maple Leaf Centre, ресурсний центр і притулок в Україні для молодих людей, яким загрожує торгівля людьми. У 2011 році «Наші» організував Саскатунську частину Канадської естафети свободи, щоб підвищити обізнаність про торгівлю людьми. Подія тривала 45 хвилин і зібрано кошти для різноманітних програм допомоги жертвам торгівлі людьми. У 2012 році «Наші» організував конференцію Youth Unchained у Саскатуні, яка представила приблизно 900 молодим людям інформацію про торгівлю людьми. Бетті Лоуренс є одним із співзасновників NASHI. Діяльності організації сприяють волонтери.